# 中国人民武装警察部队军人保障卡
中国人民武装警察部队军人保障卡是中国人民武装警察部队可在全国范围内使用的综合信息卡兼金融卡。

## 简介
2012年，中国人民武装警察部队军人保障卡在多地开展试点发放。该卡在全国范围内视同本地卡使用。例如2012年6月，该卡在天津市中国银行进行了首次试点发放，首批卡发放给天津武警三支队。2012年6月，中国农业银行第一批中国人民武装警察部队军人保障卡在山西省试点发行。
2014年2月25日，中国人民武装警察部队组织召开军人保障卡推广应用部署电视电话会议。中国人民银行副行长李东荣、中国人民武装警察部队副司令员戴肃军出席会议并讲话。武警总部、中国人民银行、中国工商银行、中国农业银行、中国银行、中国建设银行、中国邮政储蓄银行、中国银联相关部门负责人在北京主会场参加了会议，31个省（自治区、直辖市）武警部队设分会场，相关银行及中国银联的省级分支机构负责人在分会场参加了会议。军人保障卡转账，取现，汇款全部不要手续费，且免收年费和工本费，及换补卡工本费。